# Postmanifestet
Postmanifestet var kejserlig förordning, given den 12 juni 1890, genom vilken postverket i Finland delvis underställdes ryska inrikesministeriet. 
I förordningen stadgades bland annat att brev till Ryssland och utlandet härefter skulle förses med ryska frimärken; inom landet fick dock inhemska märken användas. Postmanifestet var en av de första förordningarna som förebådade de så kallade ofärdsåren och det ökade ryska inflytandet på Finlands inre förvaltning. Det upphävdes efter februarirevolutionen den 20 mars 1917.